# Валефреда (Фрозиноне)
Валефреда је насеље у Италији у округу Фрозиноне, региону Лацио.
Према процени из 2011. у насељу је живело 197 становника. Насеље се налази на надморској висини од 377 м.